# Paulo Bernardo (homme politique)
Pour les articles homonymes, voir Paulo Bernardo et Bernardo.
Paulo Bernardo Silva, né le 10 mars 1952 à São Paulo, est un homme politique brésilien.